# Петрово (Холм-Жирковский район)
Петрово — деревня в Холм-Жирковском районе Смоленской области России. Входит в состав Нахимовского сельского поселения. Население — 6 жителей (2007 год). 
Расположена в северной части области в 19 км к востоку от Холм-Жирковского, в 37 км севернее автодороги М1 «Беларусь». В 36 км западнее деревни расположена железнодорожная станция Канютино на линии Дурово — Владимирский Тупик. 

## История
В годы Великой Отечественной войны деревня была оккупирована гитлеровскими войсками в октябре 1941 года, освобождена в марте 1943 года.